# 973 до н. е.

## Події
- За однією з версій Ашшур-реш-іші II, правитель Ассирії, зійшов на престол.

### Астрономічні явища
- 30 березня. Кільцеподібне сонячне затемнення.[1]
- 23 вересня. Повне сонячне затемнення.[1]